# Krėslynai

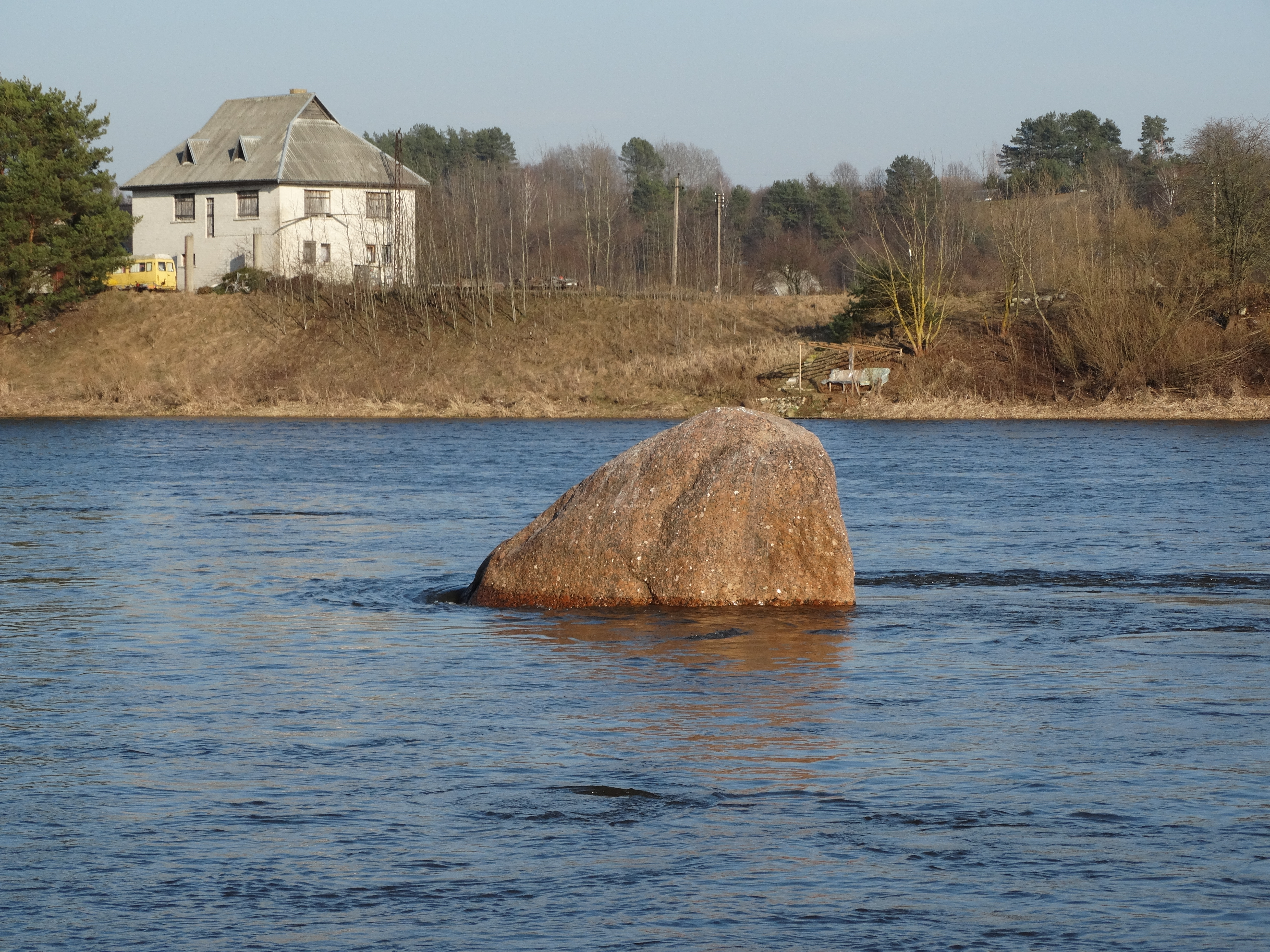
Gaidelis in der Neris bei Krėslynai

Krėslynai ist ein Ort mit 130 Einwohnern (Stand 2011) im Amtsbezirk Užusaliai der Rajongemeinde Jonava, 4 km von Karmėlava, 6 km von Užusaliai,	 südwestlich von der Mittelstadt Jonava im Bezirk Kaunas in Litauen. 2001 lebten 116 Einwohner. Das Dorf ist seit 2009 das Zentrum des gleichnamigen Unteramtsbezirks mit 468 Einwohnern (2001). Dem Unteramtsbezirk gehören fünf Dörfer: Krėslynai, Girininkai II, Turžėnai, Šešuva, Guldynai. Bei Krėslynai ist die Žara, der linke Nebenfluss der Neris, gestaut. Unweit des Dorfs liegt der Gaidelis, der größte litauische Flussstein.